# Miguel Esteves Cardoso
Miguel Vincente Esteves Cardoso (* 25. Juli 1955 in Lissabon, Portugal) ist ein bedeutender portugiesischer Schriftsteller und Journalist. Er ist als Romancier, Kritiker, Kolumnist, Zeitschriftengründer, Übersetzer, Hörspielautor, Blogger, Drehbuchautor und Journalist tätig.
Durch seine Musikkritiken, seine Musikkolumnen und seine ungewöhnliche Themen, die er in seiner Literatur verarbeitet, wurde er in Portugal zu einer Kultfigur. Von seinen Fans, Gegnern und den Medienkollegen wird er oftmals liebevoll nur „MEC“ (aus seinem Namen Miguel Esteves Cardoso bestehend) genannt. Der Autor und sein Werk gelten als stark exzentrisch. Auch wird er oftmals als „Enfant terrible“ der portugiesischen Journalistik bezeichnet.

## Leben
Cardoso wurde als Sohn des portugiesischen Offiziers der Streitkräfte Joaquim Carlos Esteves Cardoso und der Engländerin Hazel Diana Smith, geboren. Er verlebte eine äußerst glückliche Kindheit und galt als Musterschüler, in allen Fächern. Auch entdeckte er als Jugendlicher sein Talent zum Schreiben. Er studierte Politikwissenschaften an der Universität Manchester, stand in dieser Zeit der Punk-Szene nah und kam nach ersten Versuchen als Kritiker für portugiesische Jugendzeitschriften Ende der 1970er Jahre  sogar mit Joy Division in Kontakt, die er interviewen konnte. Seinen Abschluss an der Universität Manchester machte er 1979. Dorthin kehrte er zurück, um 1983 seine Promotion in Philosophie abzuschließen, die er dort verteidigte. Er promovierte  über das Thema der Saudade, den Sebastianismus und den portugiesischen Integralismus. (A  Saudade, o Sebastianismo e o integralismo lusitano). Danach begann er, für diverse portugiesische Zeitungen als Journalist zu arbeiten. In seinen Kolumnen schrieb er über Pop-Musik wie von Joy Division und Abba, konnte aber auch die Ausbeutung Portugals durch die EU anprangern. Seine Kolumnen erregten stets großes Aufsehen und hatten viele Fans. Als Journalist war er für Zeitungen wie O Jornal, O Expresso und Diario de Lisboa tätig. Als Musikkritiker auch für spezielle portugiesische Musikzeitschriften wie „Se7e“ oder „Musica e som“.
1988 gründete er die legendäre Wochenzeitschrift „O Independente“ (Der Unabhängige), zusammen mit dem Rechtspopulisten Paulo Portas. Die Zeitung krempelte die bis dahin verschlafene Medienlandschaft in Portugal völlig um, unter anderem  auch deshalb, weil es Cardoso gelang, alle bis zu seinem Weggang von der Zeitung zu dieser Zeit in Portugal lebenden Prominente aus Politik und Kultur, die wirklich bedeutend waren, zu interviewen. Schriftsteller, Maler, Lyriker, Minister, Präsidenten der Republik, Schauspieler, Bildhauer, Komponisten, Sänger, Premierminister, Parteipolitiker, Fadistas, Stierkämpfer, Fußballgötter, alles was Rang und Namen hat in Portugal wurde für diese Postille interviewt, egal, welche politische Einstellung die Person vertrat.  Als junger Journalist hatte er sich schon nach seinem Studium von seiner Affinität zur Punkszene verabschiedet und gelangte in die entgegengesetzte Richtung, wo er als Konservativer, Liberal-Konservativer und Monarchist, der für die Einführung einer konstitutionellen Monarchie nach dem Vorbild Großbritanniens plädierte, wahrgenommen wurde.
1990 gründete er dann alleine die kleine Zeitung „Kapa“, die sich aber nicht lange hielt.
Der Roman „O amor e fodido“ (Love is fucked up, 1994) machte ihn in ganz Portugal endgültig bekannt und zu einer Kultfigur, der einen festen Fanstamm besitzt. Das Buch wurde in Portugal zum Bestseller.  Wer ihn bis dato in Portugal nicht kannte, lernte ihn dann durch das Fernsehen kennen, in der Talkshow „Noite da má lingua“ (Nacht der Lästerzunge) wurde er einem großen Publikum bekannt und war endgültig im portugiesischen Showbiz etabliert. Als Drehbuchautor schrieb er auch für das Fernsehen.
Als Übersetzer half ihm seine Affinität zur anglophonen Welt und er übersetzte vor allem Samuel Beckett und William Butler Yeats ins Portugiesische.
Von 1999 bis 2002 hatte er auch seinen eigenen Blog „Pastilhas“ (Pastillen). Dann wurde es etwas ruhiger um ihn und er verkündete, jetzt hauptsächlich nur noch als Printjournalist tätig zu sein, seit 2006 ist er als Journalist für die Zeitung „Expresso“ tätig. Er ist Vater von Zwillingen.

## Cardoso in deutscher Sprache
Sein Roman „O Cemitério de Raparigas“ (Der Friedhof der Mädchen), ist das einzige Buch des Autors, dass bisher ins Deutsche übertragen wurde. Das 1996 geschriebene Buch erschien 2001 im Elfenbein-Verlag.
Eine Erzählung, die die Surrealität und die Ungewöhnlichkeit seines Sujets zeigt, erschien in einer Übersetzung von Curt Meyer-Clason 1989 in einem Geo-Heft über Portugal. Die Erzählung mit dem Titel „Eine Affäre mit der Wirklichkeit“ lässt drei bedeutende Figuren der portugiesischen Geschichte – Vasco da Gama, Sebastião José de Carvalho e Melo, der unter seinem Adelstitel „Marquês de Pombal“ bekannt wurde, und den Schriftsteller Fernando Pessoa – in das Lissabon des Jahres 1989 kommen und sich dort mit der modernen und für sie gleichzeitig fremden Welt auseinandersetzen. Gleichzeitig begegnen diese historischen Gestalten einander und es ist sehr interessant, wie der Autor sie miteinander umgehen lässt. Die Erzählung ist außerhalb dieses Magazins in keiner weiteren Publikation in Deutschland erschienen.

## Werk (Auswahl)
- Em carne cor de Rosa Escarnada, 1982.
- Escrita Pop (Geschriebener Pop), Sachbuch über Popliteratur, 1986.
- A causa das coisas (Der Grund der Dinge), 1986, Roman.
- Os homens, (Die Männer), 1993, Roman.
- O amor é fodido (Love is fucked up), 1994, Roman.
- A vida inteira (Das ganze Leben), 1995, Roman.
- O cemitério de raparigas (Der Friedhof der Mädchen), 1996, Roman.